# Hylaeus perkinsianus
Hylaeus perkinsianus (лат.) — вид одиночных пчёл рода Hylaeus из семейства Colletidae. Остров Нихоа, Гавайские острова.

## Описание
Пчёлы среднего размера с прозрачными крыльями. Длина переднего крыла около 5 мм. Жвалы и лабрум чёрные или буровато-чёрные. Лицо самца имеет жёлтые отметины, в то время как самка полностью чёрная без светлых отметин. Жёлтая отметина у самца есть на лице (на наличнике и над ним, с отметиной или без неё в нижних параокулярных областях), разделённая мелкими чёрными бороздками. Необычный латеральный отросток стернита S7 очень короткий, срединный отросток S8 не расширен и вершина простая; необычные гонофорсы расширены апикально за клапаны пениса. Самка чёрная и не отмечена. Родственный вид Hylaeus hirsutulus.
Hylaeus perkinsianus был описан американским энтомологом Филипом Хантером Тимберлейком в 1926 году и назван в честь английского энтомолога и орнитолога Роберта Сирила Лейтона Перкинса (1866—1955), исследователя фауны Гавайских островов. Вид полностью эндемичен для острова Нихоа, Гавайские острова, где его ареал охватывает большую часть острова. Он включён в список Центра биологического разнообразия как сокращающийся и находящийся под угрозой исчезновения.